# كاكوري شيخ
كاكوري شيخ هو مجتمع مسلم يوجد في ولاية أوتار براديش في الهند. ويتواجدون أيضًا في مقاطعة السند في باكستان، وخاصة في مدينة كراتشي. مدينة كاكوري تقع في منطقة لكناو هي موطن لعدد من العائلات العلوية والمانيهارية والعباسية، وتعني تسمية كاكوري شيخ حرفياً شيوخ بلدة كاكوري. أنهم أحفاد الملا أبو بكر جامي علوي، الذين استقروا في كاكوري عام 1461 / أو أحفاد قاري أمير سيف الدين علوي، الذين استقروا في كاكوري عام 1512، ينتمون بشكل عام إلى عائلتي العلوي والعباسي، الذين استقروا في منطقة أوده اعتبارًا من القرن الثاني عشر فصاعدًا.